# مارتن فيرغسون (سياسي)
مارتن فيرغسون (بالإنجليزية: Martin Ferguson)‏ هو نقابي وسياسي أسترالي، ولد في 12 ديسمبر 1953 في أستراليا. حزبياً، نشط في حزب العمال الأسترالي. وقد انتخب وزير الصناعة والابتكار ‏ (3 ديسمبر 2007 – 22 مارس 2013) وانتخب عضو مجلس النواب الأسترالي عن دائرة Division of Batman ‏ (2 مارس 1996 – 5 أغسطس 2013) وانتخب وزير الخارجية ‏ (3 ديسمبر 2007 – 22 مارس 2013).

## وصلات خارجية
- الموقع الرسمي